# Idrissa Sylla
Pour les articles homonymes, voir Sylla (homonymie).
Idrissa Sylla, né le 3 décembre 1990 à Conakry (Guinée), est un footballeur international guinéen. Il évolue au poste d'attaquant au Farense.

## Biographie
Après ses débuts avec l'équipe réserve du Mans FC, Idrissa Sylla est prêté pour une saison au SC Bastia, avec qui il inscrit 7 buts en 27 matchs disputés dans le championnat National. Il marque d'ailleurs le but du titre, dans les dernières secondes du match face à Créteil.
De retour au Mans pour la saison 2011-2012, en Ligue 2, Idrissa Sylla dispute 25 rencontres, dont 21 en tant que titulaires. Il inscrit 9 buts durant cette saison, contribuant ainsi grandement au maintien de son club en Ligue 2.
Venu en février 2015 de SV Zulte Waregem, Sylla renforce le RSC Anderlecht.
En été 2016, il quitte Anderlecht pour Queens Park Rangers en Championship anglais. Il signe pour trois saisons.
Le 5 janvier 2019, il rejoint à nouveau SV Zulte-Waregem. En été 2019, Sylla est prêté par le Zulte Waregem au KV Ostende.

## Palmarès
- Champion de France de National en 2011 avec Bastia.
- Championnat de Belgique en 2017 avec le RSC Anderlecht